# Pěnové sklo

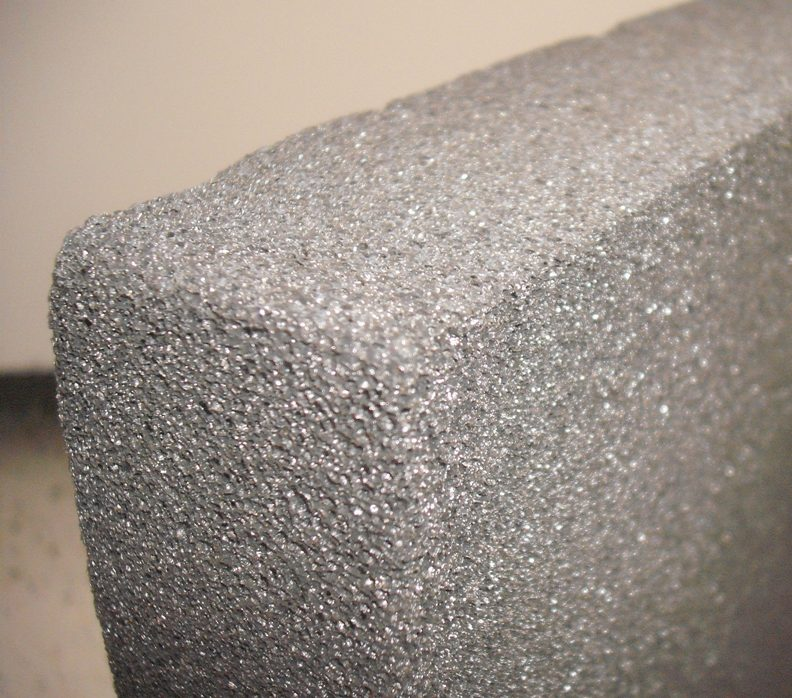
Pěnové sklo

Pěnové sklo je speciální tepelně izolační a protipožární stavební materiál, který může být vyroben jak ze surovin běžně používaných ve sklářské výrobě tak z recyklovaného skla. Dodává se buď v deskách, nebo jako granulát (štěrk).
Tento materiál má vynikající termoizolační vlastnosti a je možné jej použít ve stavebnictví v mnoha oblastech. Kromě termoizolačních a protipožárních vlastností jde o materiál, který má vynikající i hydroizolační vlastnosti (je nenavlhavý), navíc je zcela nehořlavý, tvarově stálý, nezapáchající, odolný proti mrazu, odolný proti biologickému poškození bakteriemi (neshnije) nebo narušení hmyzem či hlodavci, je i odolný proti mechanickému namáhání (je jen velmi obtížně stlačitelný), nepropouští vůbec žádné plyny ani páry. Má i velmi vysokou životnost a je i zpětně 100% recyklovatelný na původní výchozí materiál – sklo.
Jde o mikroskopické částečky skla o velikosti 10 až 90 mikrometrů, za tepla lisovanou skleněnou moučku smíšenou s uhlíkovým práškem. Podstata této výrobní technologie je známa již z poloviny 30. let 20. století. Při výrobě skla i recyklaci skla téměř vždy dochází k tomu, že vzniká velké množství malých skleněných střípků. Tyto střípky se dají rozemlít (rozdrtit) v kulovém mlýně na velmi drobnou skleněnou moučku (zrna o velikosti v řádech desítek mikrometrů respektive setin milimetru), která se smíchají s jemně mletým uhlíkovým prachem. Po zahřátí takto vzniklé, pokud možno co nejvíce homogenní, směsi na teplotu okolo 1000 °C dojde k natavení skleněného prášku a k oxidaci uhlíkových mikročástic na oxid uhličitý. Tento plyn pak v materiálu vytvoří mikroskopické bubliny, které mnohonásobně (až dvacetkrát) zvětší původní objem rozdrceného skla.
Pěnové sklo je považováno za ekologicky čistý materiál, pokud je vyráběno z odpadního recyklovaného skla může být i ekonomicky velice výhodné (některé zdroje uvádějí až 4× levnější než klasický pěnový polystyren). Pěnové sklo je obvykle dodáváno buďto jako skleněný štěrk nebo jako stavební desky (kvádry různých rozměrů). Desky se dají velmi dobře rozdělovat běžnými pilami řezáním na potřebnou velikost a případně i dále tvarově upravovat.
V České republice jsou tři výrobci pěnového skla: společnost Pittsburgh Corning CR, která v Klášterci nad Ohří vyrábí deskové pěnové sklo a výrobky z něho pod obchodní značkou "FOAMGLAS", společnost KOVOSTEEL Recycling, která ve Starém Městě vyrábí pěnového sklo pod obchodní značkou „A-GLASS“, a společnost Reglass, která ve Vintířově vyrábí pěnového sklo pod obchodní značkou „REFAGLASS“.